# بطولة السنوكر الاحترافية للسيدات
كانت بطولة السنوكر الاحترافية للسيدات بطولة سنوكر نظمتها جمعية بلياردو السيدات ‏. أقيمت البطولة عشر مرات؛ فقد لعبت لأول مرة من عام 1934 إلى عام 1941، ومرة أخرى من عام 1947 إلى عام 1950. عبر النسخ العشر، تأهلت أربع لاعبات فقط إلى النهائي. فازت روث هاريسون ‏ بثمانية بطولات، بينما توجت آجنيس موريس ‏ وثيلما كاربنتر بالبطولات الأخرى.
تأسست جمعية بلياردو السيدات ‏ في عام 1931، وأُقيمت بعدها بطولة سنوكير للهواة بعد عامين، عقب بدء تنظيم بطولات البلياردو الإنجليزي ‏. أقيمت أول بطولة سنوكير احترافية للسيدات في عام 1934، وكانت مفتوحة للاعبات من إنجلترا، وأيرلندا الشمالية، واسكتلندا، وويلز، والدولة الأيرلندية الحرة. في ذلك الوقت، لم تحظَ السنوكر النسائية بتغطية إعلامية واسعة مقارنةً ببطولات البلياردو الإنجليزي ‏ للسيدات.
بدأت روث هاريسون ‏، التي فازت باللقب الأول، اللعب قبل سنتين من الفوز بالبطولة. في نصف النهائي، قضت على مدربتها إيفا كولينز ‏. وفي النهائي، هزمت جويست جاردنر ‏، كما فعلت في نهائي بطولة البلياردو الاحترافية للسيدات ‏ قبل أيام قليلة. فازت روث هاريسون ‏ بكل نسخة من البطولة حتى عام 1940، وحصلت على لقبها الثامن عندما أعيد تنظيم البطولة في عام 1947, بعد أن تم تعليقها خلال الحرب العالمية الثانية. لم تشارك في بطولة عام 1949 لأنها رأت أن عقدها في يونيو يجعلها خارج موسم رياضي السنوي للسنوكير، ولم يُشارك سوى ثيلما كاربنتر وآجنيس موريس ‏ في بطولة عام 1950.
أُقيمت البطولات الأولى في قاعة بورورووز ‏، لندن, بينما جرت فعاليات عام 1947 في قاعة ليسيستر سكوير ‏، لندن. في المرة الأخيرة التي أقيمت فيها البطولة، عام 1950، توجت ثيلما كاربنتر باللقب بعد أيام قليلة من فوزها ببطولة بطولة العالم للبلياردو للسيدات. كانت جويست جاردنر ‏ وثيلما كاربنتر المدخلتان الوحيدتان لبطولة عام 1951، التي كان من المقرر إقامتها في نادي Albright and Wilson Recreation في Oldbury, West Midlands, لكن انسحبت جويست جاردنر ‏ بسبب مرض والدتها، وأُلغيت فعاليات ذلك العام. وقد كانت فعالية عام 1950 آخر مرة أقيمت فيها البطولة نظراً لانخفاض الاهتمام العام بالمنافسة.
تم الاعتراف لاحقاً ببطولتي 1976 و1980 كبدايات بطولة السنوكر العالمية للسيدات. كانت جويست جاردنر ‏، التي احتلت المركز الثاني في البطولة الاحترافية للسنوكير للسيدات ثلاث مرات، المتصدرة في عام 1976, ووصلت آجنيس موريس ‏، بطلة عام 1949، إلى النهائي في عام 1980.

## البطولات
| السنة     | الفائزة         | الوصيفة         | النتيجة النهائية | المكان              | ملاحظات | Ref(s).              |
| --------- | --------------- | --------------- | ---------------- | ------------------- | --- | -------------------- |
| 1934      | روث هاريسون ‏    | جويست جاردنر ‏   | 7–6              | قاعة بورورووز ‏      | كان هناك خمس متنافسات. فازت روث هاريسون ‏ على ايرين آرمز بنتيجة 3–0 في الدور الأول، ثم قضت على إيفا كولينز ‏ بنتيجة 7–2 في نصف النهائي. وفي النصف النهائي الآخر، قامت جويست جاردنر ‏ بتسويف روز برادلي ‏ بنتيجة 9–0. تقدمت جويست جاردنر بنتيجة 6–2 في النهائي، لكن روث هاريسون أخذت الإطارات الخمسة التالية لتضمن الفوز باللقب. | [ 18 ] [ 8 ] [ 2 ]   |
| 1935      | روث هاريسون ‏    | جويست جاردنر ‏   | 7–5              | قاعة بورورووز ‏      | كان هناك ثلاث متنافسات. هزمت روث هاريسون ‏ ثيلما كاربنتر بنتيجة 5–1 في نصف النهائي وفازت 7–5 ضد جويست جاردنر ‏ في النهائي. | [ 19 ] [ 20 ] [ 21 ] |
| 1936      | روث هاريسون ‏    | ثيلما كاربنتر   | 7–3              | قاعة بورورووز ‏      | كان هناك أربع متنافسات. فازت روث هاريسون ‏ بنتيجة 5–1 ضد إيفا كولينز ‏ في أحد نصف النهائي، وهزمت جويست جاردنر ‏ بنفس النتيجة في النصف النهائي الآخر. توجت روث هاريسون باللقب بفوز 7–3 على ثيلما كاربنتر. | [ 22 ] [ 23 ]        |
| 1937      | روث هاريسون ‏    | جويست جاردنر ‏   | 9–4              | قاعة بورورووز ‏      | كان هناك أربع متنافسات. حققت جويست جاردنر ‏ تقدمًا حاسمًا بنتيجة 5–1 ضد مارغريت لينان ‏، وفازت 5–4 بعد dead frames؛ بينما قضت روث هاريسون ‏ على ثيلما كاربنتر بنتيجة 8–1. فازت روث هاريسون باللقب بهزيمتها لجويست جاردنر 9–4 في النهائي. | [ 24 ] [ 25 ]        |
| 1938      | روث هاريسون ‏    | ثيلما كاربنتر   | 11–2             | قاعة بورورووز ‏      | كان هناك خمس متنافسات. فازت ثيلما كاربنتر على جويست جاردنر ‏ بنتيجة 3–2 في الدور الأول، ثم قضت على باربرا ميستون بنتيجة 6–3 في نصف النهائي. فازت روث هاريسون ‏ بنفس النتيجة ضد مارغريت لينان ‏ في النصف النهائي الآخر. شهد النهائي فوز روث هاريسون على ثيلما كاربنتر بنتيجة 11–2. | [ 26 ]               |
| 1939      | روث هاريسون ‏    | ثيلما كاربنتر   | 8–5              | قاعة بورورووز ‏      | كان هناك خمس متنافسات، لكن جويست جاردنر ‏ انسحبت بسبب إنفلونزا، مما منح ثيلما كاربنتر تأهلًا تلقائيًا إلى النهائي. قضى جي.آي. روللي على باربرا ميستون بنتيجة 3–2 في الدور الأول، قبل أن يخسر 0–9 أمام روث هاريسون ‏. فازت روث هاريسون على ثيلما كاربنتر بنتيجة 8–5 لتنال لقبها السادس. | [ 27 ] [ 28 ]        |
| 1940      | روث هاريسون ‏    | آجنيس موريس ‏    | 11–2             | قاعة بورورووز ‏      | كان هناك خمس متنافسات. فازت آجنيس موريس ‏ على مارغريت لينان ‏ بنتيجة 3–2 في الدور الأول، ثم حصلت على استبقاء إلى النهائي بعد انسحاب جويست جاردنر ‏ بسبب مرض زوجها. فازت روث هاريسون ‏ على باربرا ميستون بنتيجة 8–1. بعد اليوم الأول من النهائي، تقدمت روث هاريسون بنتيجة 6–2 ضد ديفيز وكانت بحاجة إلى إطار واحد فقط للفوز؛ فحصدت الإطار التاسع بنتيجة 54–38 لتضمن اللقب. ولُعبت أربعة إطارات أخرى فازت بها روث هاريسون جميعها. | [ 29 ]               |
| 1941–1947 | لم تُقام البطولة | لم تُقام البطولة | لم تُقام البطولة  | لم تُقام البطولة     | لم تُقام البطولة | [ 1 ]                |
| 1948      | روث هاريسون ‏    | آجنيس موريس ‏    | 16–14            | قاعة ليسيستر سكوير ‏ | كان هناك أربع متنافسات. في الدور الأول، قضت آجنيس موريس ‏ على جويست جاردنر ‏ بنتيجة 16–5، وفازت ثيلما كاربنتر على باربرا ميستون بنفس النتيجة. ثم هزمت موريس كاربنتر بنتيجة 11–10 في مباراة تحديد المتأهلة لمواجهة روث هاريسون في النهائي. توجت روث هاريسون باللقب بنتيجة 16–10؛ فيما أخذت موريس الأربعة إطارات ميتة، فصار المجموع النهائي 16–14. | [ 30 ]               |
| 1949      | آجنيس موريس ‏    | ثيلما كاربنتر   | 16–15            | قاعة ليسيستر سكوير ‏ | كان هناك ثلاث متنافسات. في نصف النهائي، قضت ثيلما كاربنتر على جويست جاردنر ‏ بنتيجة 20–11. فازت ثيلما كاربنتر بتسعة إطارات متتالية (من الإطار الثامن إلى السادس عشر) وكان في مرحلة ما متصدرة بنتيجة 15–5. وكان أعلى مجموع نقاط في المباراة 37 سجلهت كاربنتر. وفي النهائي، تقدمت كاربنتر على آجنيس موريس ‏ بنتيجة 4–1 بعد الجلسة الأولى؛ وبعد جلستين تعادلت النتيجة 5–5، وبعد جلستين أخريين أصبحت النتيجة 10–10. وتعادلت النتيجة عند 15–15 مما استدعى إطارًا فاصلاً. ثم سجلت موريس أعلى مجموع نقاط 33 وأخذت الإطار 31 للفوز بالبطولة. | [ 31 ] [ 32 ]        |
| 1950      | ثيلما كاربنتر   | آجنيس موريس ‏    | 20–10            | قاعة ليسيستر سكوير ‏ | كان هناك متنافسان فقط. هزمت ثيلما كاربنتر آجنيس موريس ‏ بنتيجة 20–10 بعد أن حققت فارق الفوز عند 16–7. | [ 12 ] [ 11 ] [ 33 ] |

## إحصائيات النهائيات

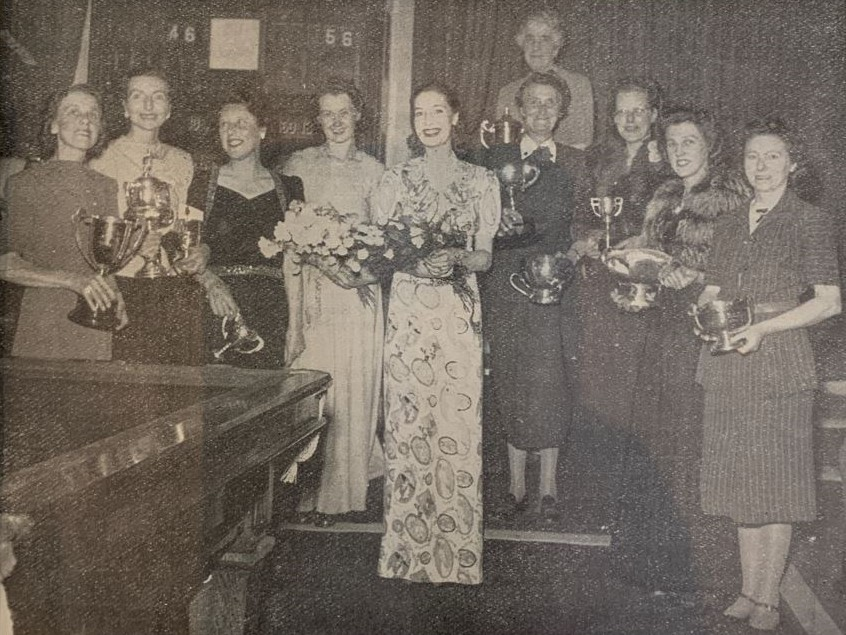
جمعية بلياردو السيدات 1948. في الصورة (من اليسار إلى اليمين): ، ثيلما كاربنتر، ، ، فاليرى هوبسون, Evelyn Morland-Smith, Beryl Stamper, Joan Adcock, E. Peters. في الصف الخلفي: جلاديس بيرتون

| الترتيب | الاسم         | البلد   | البطلة | الوصيفة |
| ------- | ------------- | ------- | ------ | ------- |
| 1       | روث هاريسون ‏  | إنجلترا | 8      | 0       |
| 2       | ثيلما كاربنتر | إنجلترا | 1      | 4       |
| 3       | آجنيس موريس ‏  | ويلز    | 1      | 3       |
| 4       | جويست جاردنر ‏ | إنجلترا | 0      | 3       |